# A20-as autópálya (Olaszország)
Az A20-as autópálya egy 183 hosszúságú autópálya Olaszországban, Szicília régióban. Fenntartója az Consorzio per le Autostrade Siciliane.